# کریستل برتینس
کریستل برتینس (انگلیسی: Christel Bertens؛ زادهٔ ۲۹ مهٔ ۱۹۸۳) ورزشکار دو و میدانی اهل پادشاهی هلند است.